# Pustelschweine

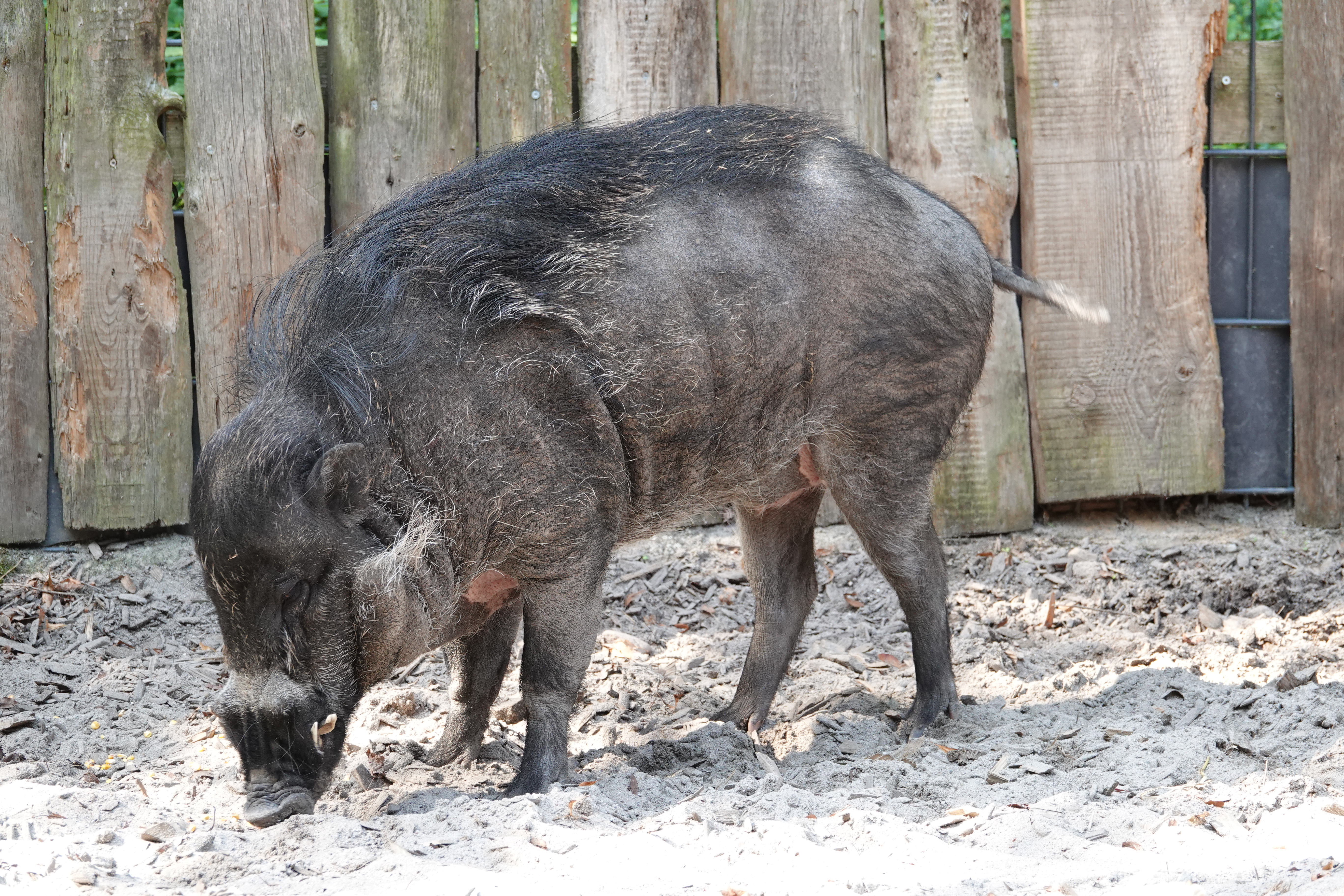
Visayas-Pustelschwein

Als Pustelschweine werden eine Reihe eng miteinander verwandte Schweine aus der Gattung Sus (zu der daneben unter anderem auch das Wildschwein gehört) bezeichnet.
Namensgebendes Merkmal sind die drei Paar warzen- oder pustelartiger Schwellungen im Gesicht. Davon liegt ein Paar vor den Augen, ein Paar unter den Augen und ein Paar am hinteren Unterkieferwinkel. Es sind eher kleine Schweine, ihr Fell ist meist dunkelgrau oder schwarz, oft ist eine Nackenmähne vorhanden.
Pustelschweine sind in Südostasien beheimatet, insbesondere auf den Philippinen und in Indonesien gibt es eine Reihe von Formen, deren genaue Artzugehörigkeit immer noch umstritten ist.
Groves & Grubb unterscheiden sieben Arten:
- Annamitisches Pustelschwein (Sus bucculentus)
- Visayas-Pustelschwein (Sus cebifrons)
- Sulawesi-Pustelschwein (Sus celebensis)
- Mindoro-Pustelschwein (Sus oliveri)
- Philippinisches Pustelschwein (Sus philippensis)
- Javanisches Pustelschwein (Sus verrucosus)
- Bawean-Pustelschwein (Sus blouchi) (wird oft noch als Unterart des Javanischen Pustelschweins betrachtet)

Möglicherweise ist auch das Palawan-Bartschwein eng mit den Pustelschweinen verwandt. Auch das Bartschwein wird manchmal in diese Gruppe gezählt.
Im Jahr 2017 wurde bei wissenschaftlichen Untersuchungen in der Leang-Tedongnge-Höhle im Maros-Pangkep Karst auf der indonesischen Insel Sulawesi eine Höhlenmalerei entdeckt, die zweifellos die Darstellung eines Pustelschweines zeigt. Das Alter der Malerei wird auf mindestens 45.500 Jahre datiert, womit es sich um die älteste bekannte Malerei der Menschheit handelt.

## Zootier des Jahres 2022
Das Pustelschwein war im Jahre 2022 "Zootier des Jahres". Damit sollte verstärkt auf die Bedrohung dieser Tiere aufmerksam gemacht und mithilfe von Spenden sollten Schutzprojekte vor Ort gefördert werden.